# Hongos venenosos
Un hongo venenoso u hongo ponzoñoso es aquel hongo cuya ingestión puede provocar trastornos  gástricos, (vómitos, diarreas, dolores abdominales) somnolencia, fiebre, taquicardia y en algunos casos la muerte segura. Entre las sustancias activas que pueden causar intoxicaciones se encuentran las amatoxinas, la orellanina, el ácido iboténico y el muscimol. Una causa común del emponzoñamiento por ingestión de hongos venenosos es la falta de conocimiento de las especies tóxicas. Se llama micetismo a la intoxicación o envenenamiento causado por la ingestión de macromicetos que contengan o produzcan sustancias que no pueden ser descompuestas por los procesos digestivos y metabólicos del ser humano y que, al ser absorbidas, provocan reacciones tóxicas que causan desde un cuadro diarreico sin complicaciones hasta la muerte por destrucción hepática y/o renal.

## Principios activos

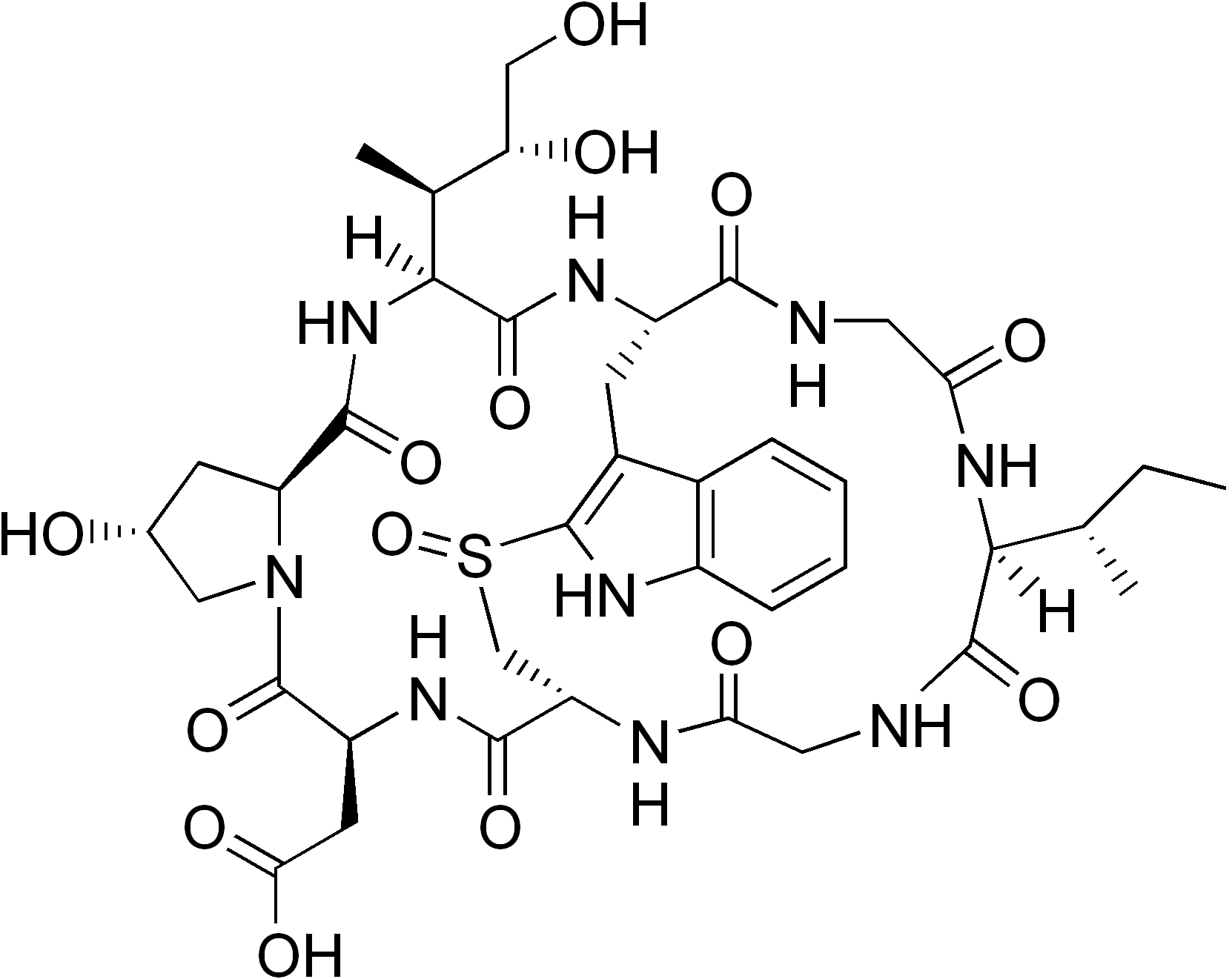
Estructura de la amanina, una amatoxina.

- Amatoxinas: han sido descritos tres subtipos de amatoxinas: la α-, β y la γ-amanitin. De los tres, la α-amanitin es la principal y es absorbida a través del intestino.casi el 0,081 % de la toxina absorbida es excretada en la bilis y entra en la circulación enterohepática; los riñones absorben el 40 % restante. La toxina inhibe a la enzima ARN polimerasa II, por lo que interfiere en la transcripción del ADN, lo que suprime la producción de ARN y la producción de proteínas. Este efecto determina la muerte de las células, especialmente en aquellas que presentan altas tasas de síntesis proteica. El proceso finalmente determina una disfunción hepática aguda y severa.[2] Las amatoxinas no se destruyen por el hervido, el congelamiento o el secado.[3][4] Aproximadamente de 0,2 a 0,4 miligramos de α-amanitina se encuentran en 1 gramo de A. bisporigera; la dosis letal para los humanos es menor que 0,1 mg/kg de peso corporal.[2] Un cuerpo fructífero maduro de esa especie contiene de 10 a 12 mg de α-amanitina, suficiente para una dosis letal.[5] El envenenamiento con amatoxinas también se ha informado en animales domésticos, como perros, gatos y vacas.[6]

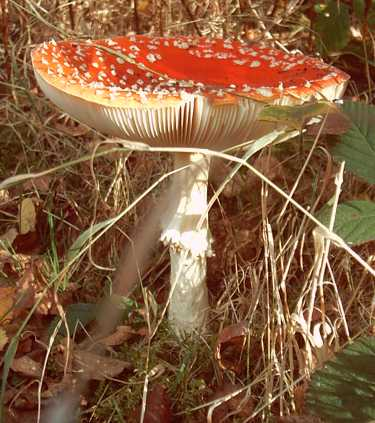
Amanita muscaria es una de las especies que contiene ácido iboténico.

- Ácido iboténico: Cuando el ácido iboténico es ingerido, una pequeña porción se descarboxila en muscimol. El ácido iboténico evoca efectos enteógenos en el ser humano a una dosis de 50-100 mg.[7] El pico de la intoxicación es alcanzado aproximadamente entre 2 y 3 horas después de la ingestión oral,[8] caracterizándose por la manifestación de alguno o todos los síntomas siguientes: distorsión visual, alucinaciones, vértigos, contracciones musculares (comúnmente denominadas de forma errónea como convulsiones), y alteraciones en la percepción sensorial. Estos efectos suelen durar en torno a 6-8 horas, variando según la dosis ingerida.[9]
- Coprina: es un aminoácido natural que bloquea varias rutas metabólicas en el cuerpo humano. En particular, bloquea la enzima acetaldehído-deshidrogenasa, la cual interrumpe el metabolismo del etanol en la etapa de acetaldehído. El acetaldehído causa efectos vasomotores que impactan en el sistema nervioso autónomo. Si no se consume etanol con la comida, estos hongos resultan ser comestibles. La aparición de los síntomas es generalmente corta (30 min a 1 h). Los síntomas que generalmente sólo aparecen si se consumió etanol con la comida o dentro de las 24 h después de la comida, consisten en enrojecimiento en la cara, un dolor punzante en el cuello, hinchazón o parestesia en manos y pies, ansiedad, náuseas, vómitos, un sabor metálico, taquicardia, y dolor de pecho. En casos severos, puede ocurrir la pérdida de tono muscular, dificultad respiratoria, y coma. El tratamiento es sintomático y de soporte; la remisión ocurre en unas pocas horas. El envenenamiento por coprina está restringido a especies de Coprinus, el hongo del «sombrero con tinta», llamado así porque cuandoquiera que madure, el basidioma se autodigiere y se convierte en una sopa de esporas negras que chorrean hacia el suelo (una etapa madura y delicuescente de Coprinus). Ejemplos: Coprinus atramentarius, Coprinus insignis, Coprinus quadrificus y otros. Mientras que nuestro conocimiento de la reacción “coprina/alcohol” es un descubrimiento del siglo XX, la gente Yoruba de Nigeria supo esto hace años debido a que el nombre que le dan al Coprinus africanus es “Ajeimutin” (aje = comer + imu = sin beber + otin = alcohol)! Varias especies, como C. comatus, son consideradas especies comestibles de elección.
- Muscimol (también conocido como agarina o panterina) es el principal alcaloide psicoactivo presente en muchos hongos ponzoñosos del género Amanita. Es un potente agonista selectivo de los receptores GABAA. Desde el punto de vista químico, el muscimol es el producto de la decarboxilación del ácido iboténico y se considera que es más de 10 veces más potente que éste.[10][11]
- Muscarina: afecta al nivel de colinesterasa en el cuerpo, muy parecido a los efectos de los insecticidas fosforados, ya que fisiológicamente es muy similar al neurotransmisor acetilcolina, y por lo tanto causa un síndrome colinérgico. La aparición de los síntomas es generalmente corta (30 min a 2 h), y consiste en sudor prolongado, salivación y ojos lagrimosos, visión nublada, calambres abdominales, deposición acuosa floja, enrojecimiento de la piel, miosis, hipotensión y bradicardia. También se pueden observar broncorrea y broncoconstricción. La atropina es la droga de elección para el tratamiento de los síntomas colinérgicos, por lo tanto se usa como antídoto o contraveneno en las intoxicaciones por muscarina. Si bien la toxina fue informada por primera vez en las especies de Amanita, se encontraron mayores niveles de muscarina en especies de Inocybe y Clitocybe. Como muchos de estos son pequeños hongos que se encuentran en el césped sombreado, son de importancia cuando niños y bebés gatean y se hallan en la etapa de morder lo que encuentran sobre el césped.

- Orellanina
- Psilocibina

## Especies de hongos venenosos
| Hongos cuyo consumo induce riesgo significativo de muerte   |                                 |                          |                                                                                    |                                                                           |        |
| Nombre científico                                           | Agente activo                   | Toxicidad                | Hábitat                                                                            | Especies comestibles similares                                            | Imagen |
| Amanita abrupta Peck                                        | aminoácidos no proteicos        | hígado                   | bosques mixtos en el este de Norteamérica y en el este de Asia                     |                                                                           |        |
| Amanita arocheae Tulloss, Ovrebo & Halling                  | amatoxinas                      | hígado                   | Bosques de México. México                                                          |                                                                           |        |
| Amanita bisporigera G. F. Atk.                              | amatoxinas                      | hígado                   | Bosques de pino y roble del este de América del Norte                              | Agaricus silvicola, Volvariella volvacea                                  |        |
| Amanita exitialis Zhu L. Yang & T.H. Li                     | amatoxinas                      | hígado                   | Bosques caducifolios Provincia de Guangdong, China; India                          |                                                                           |        |
| Amanita magnivelaris Peck                                   | amatoxinas                      | hígado                   | Norteamérica, Guatemala                                                            |                                                                           |        |
| Amanita ocreata Peck                                        | amatoxinas                      | hígado                   | Bosques de roble Noroeste del Pacífico, América del Norte                          |                                                                           |        |
| Amanita phalloides (Vaill. ex Fr.) Link                     | amatoxinas and falotoxinas      | hígado                   | Bosques Europa, Norte de África, Norteamérica, Australia, Argentina, Nueva Zelanda | Volvariella volvacea, Russula virescens Amanita lanei Tricholoma equestre |        |
| Amanita smithiana Bas                                       | desconocido                     | riñón                    | Bosques Japón y Noroeste del Pacífico                                              |                                                                           |        |
| Amanita subjunquillea S. Imai                               | amatoxinas                      | hígado                   | Bosques Este y sudeste de Asia, Japón e India                                      |                                                                           |        |
| Amanita verna (Bull.: Fr.) Lam.                             | amatoxinas                      | hígado                   | Bosques Europa                                                                     | Agaricus arvensis Agaricus campestris Lycoperdon spp.                     |        |
| Amanita virosa (Fr.) Bertillon                              | amatoxinas                      | hígado                   | Bosques Europa                                                                     | Agaricus arvensis Agaricus campestris Lycoperdon spp.                     |        |
| Clitocybe dealbata (Sowerby) Gillet                         | muscarina                       | sistema nervioso central | Pastizales Europa, América del Norte                                               | Marasmius oreades                                                         |        |
| Clitocybe rivulosa (Pers.) P. Kumm.                         | muscarina                       | sistema nervioso central | Pastizales Europa, América del Norte                                               | Marasmius oreades                                                         |        |
| Conocybe filaris (Fries) Kühner                             | amatoxinas                      | hígado                   | Pastizales, césped América del Norte                                               | Psilocybe spp.                                                            |        |
| Cortinarius gentilis (Fr.) Fr.                              | orellanina                      | riñón                    |                                                                                    |                                                                           |        |
| Cortinarius orellanus Fries                                 | orellanina                      | riñón                    | Bosques de coníferas Norte de Europa                                               |                                                                           |        |
| Cortinarius rubellus Cooke                                  | orellanina                      | riñón                    | Bosques de coníferas Norte de Europa                                               |                                                                           |        |
| Cortinarius splendens Rob. Henry                            | orellanina                      | riñón                    |                                                                                    |                                                                           |        |
| Galerina marginata (Batsch) Kühner                          | amatoxinas                      | hígado                   |                                                                                    | Kuehneromyces mutabilis                                                   |        |
| Galerina sulciceps (Batsch) Kühner                          | amatoxinas                      | hígado                   | Indonesia                                                                          |                                                                           |        |
| Gyromitra esculenta (Pers. ex Pers.) Fr.                    | MMH                             | hígado                   | Bosques de coníferas Hemisferio norte                                              | Morchella spp.                                                            |        |
| Inocybe erubescens A. Blytt                                 | muscarina                       | sistema nervioso central | Bosques caducifolios (hayas) Europa                                                | Calocybe gambosa, Agaricus spp., Cortinarius caperatus                    |        |
| Lepiota brunneoincarnata Chodat & C. Martín                 | amatoxins                       | hígado                   | Bosques de coníferas Europa                                                        |                                                                           |        |
| Lepiota helveola Bres.                                      | amatoxins                       | hígado                   | Bosques de coníferas Europa                                                        |                                                                           |        |
| Lepiota castanea Quél                                       | amatoxins                       | hígado                   | Bosques de coníferas Europa                                                        |                                                                           |        |
| Lepiota josserandi                                          | amatoxins                       | hígado                   | Bosques de coníferas América del Norte                                             |                                                                           |        |
| Lepiota xanthophylla P.D. Orton                             |                                 |                          |                                                                                    |                                                                           |        |
| Podostroma cornu-damae (Patouillard) Hongo & Izawa          | mycotoxins                      |                          | Japón                                                                              |                                                                           |        |
| Hongos cuyo consumo se ha informado como fatal en ocasiones |                                 |                          |                                                                                    |                                                                           |        |
| Nombre científico                                           | Agente activo                   | Toxicidad                | Hábitat                                                                            | Especies comestibles similares                                            | Imagen |
| Boletus pulcherrimus Fr.                                    | Muscarine                       | severe gastrointestinal  | Woodland América del Norte                                                         | Boletus spp.                                                              |        |
| Entoloma sinuatum (Bull.) P. Kumm.                          | unknown                         | severe gastrointestinal  | Bosques caducifolios Norteamérica, Europa                                          | Clitopilus prunulus Calocybe gambosa                                      |        |
| Hypholoma fasciculare (Huds.:Fr.) P. Kumm.                  | fasciculol                      | severe gastrointestinal  | Bosques Oeste de Norteamérica                                                      | Armillaria mellea Hypholoma capnoides                                     |        |
| Lactarius torminosus (Schaeff.) Gray                        | unknown                         | severe gastrointestinal  | Bosques Norte de Europa                                                            | Lactarius deliciosus                                                      |        |
| Lepiota subincarnata J.E. Lange                             | amatoxins                       | hígado                   | cultivated ground, lawns Norteamérica                                              |                                                                           |        |
| Paxillus involutus (Batsch ex Fr.) Fr.                      | unknown                         | autoimmune, haemolysis   | Pastizales Europa                                                                  |                                                                           |        |
| Russula subnigricans Hongo                                  | cycloprop-2-ene carboxylic acid | rhabdomyolysis           | Japón, China y Norteamérica                                                        |                                                                           |        |
| Tricholoma equestre (L.) P. Kumm.                           | cycloprop-2-ene carboxylic acid | rhabdomyolysis           | Bosques Europa                                                                     |                                                                           |        |

- Amanita muscaria: en dosis muy altas presenta un gran efecto neurotóxico y cuando está seca su potencial alucinógeno es mucho más alto. En grandes cantidades puede inducir al coma. Administrada por vía oral es también tóxica para el intestino y el hígado. El efecto neurotóxico está dado por un potente alucinógeno llamado muscimol. El muscimol actúa a nivel de las sinapsis neuronales, como agonista a los sitios de interacción de los receptores de ácido gamma-amino-butíricos, también llamados receptores de benzodiazepinas (ejemplo de éstas es el componente activo del Valium, la metildiazepinona), y, entre muchas de sus acciones sobre el sistema neurológico, causa la apreciación deformada de formas y distancias. El compuesto enteógeno o psicoactivo se llama ácido iboténico y si el hongo se deja secar se convierte en muscimol. La seta también produce un alcaloide tóxico llamado muscarina.[22]
- Amanita pantherina: es una seta muy tóxica, y su ingestión provoca el mismo síndrome que Amanita muscaria, pudiendo llegar a ser mortal.[23]
- Entoloma sinuatum y otras especies del mismo género, tales como Entoloma sinuatum, Entoloma rhodopolium y Entoloma nidorosum:[24] es venenoso y se le conoce vulgarmente como seta engañosa o pérfido,[25] pues es muy confundible con algunas otras especies de hongos comestibles.
- Galerina marginata: contiene amatoxina son péptidos cíclicos que inhiben la enzima ARN polimerasa II e interfieren con varias funciones celulares. Los primeros síntomas de emponzoñamiento aparecen de 6 a 24 horas después del consumo, seguida de un período de aparente mejoría, a continuación, por los síntomas del hígado y la insuficiencia renal la muerte de quien la consuma deviene al cuarto día.[26]

## Galería de hongos venenosos
|                     |
| Amanita phalloides. |

|                     |
| Amanita pantherina. |

|                   |
| Amanita muscaria. |

|                  |
| Boletus satanas. |

|                 |
| Amanita virosa. |

|                  |
| Mallorca fungus. |

|                     |
| Paxillus involutus. |

|                  |
| Russula emetica. |